# كلارنس براون
كلارنس براون (بالإنجليزية: Clarence Brown) (و. 1890 – 1987 م) هو مخرج أفلام، وكاتب سيناريو، ومنتج أفلام، ومونتير أمريكي، ولد في كلينتون، توفي في سانتا مونيكا، كاليفورنيا، عن عمر يناهز 97 عاماً، بسبب قصور كلوي.

## جوائز وترشيحات
حصل على جوائز منها:
جوائز
- الأكاديمية البريطانية لفنون السينما والتلفزيون
- جائزة الأسد الذهبي

ترشيحات
- جائزة الأوسكار لأفضل مخرج
- جائزة الأوسكار لأفضل مخرج، عن عمل: الرضيع
- جائزة الأوسكار لأفضل مخرج، عن عمل: الكوميديا الإنسانية
- جائزة الأوسكار لأفضل مخرج، عن عمل: روح حرة
- جائزة الأوسكار لأفضل مخرج، عن عمل: ناشونال فيلفيت

ترشح لـ:
- جائزة الأوسكار لأفضل مخرج، عن عمل: Anna Christie (1930 English-language film) [الإنجليزية]‏
- جائزة الأوسكار لأفضل مخرج، عن عمل: الكوميديا الإنسانية
- جائزة الأوسكار لأفضل مخرج، عن عمل: مخمل قومي
- جائزة الأوسكار لأفضل مخرج، عن عمل: روح حرة
- جائزة الأوسكار لأفضل مخرج، عن عمل: رومانسية (فيلم 1930)
- جائزة الأوسكار لأفضل مخرج، عن عمل: الرضيع.

## وصلات خارجية
- كلارنس براون على موقع IMDb (الإنجليزية)
- كلارنس براون على موقع الموسوعة البريطانية (الإنجليزية)
- كلارنس براون على موقع روتن توميتوز (الإنجليزية)
- كلارنس براون على موقع ألو سيني (الفرنسية)
- كلارنس براون على موقع تيرنر كلاسيك موفيز (الإنجليزية)
- كلارنس براون على موقع أول موفي (الإنجليزية)
- كلارنس براون على موقع قاعدة بيانات برودواي على الإنترنت (الإنجليزية)
- كلارنس براون على موقع قاعدة بيانات الأفلام السويدية (السويدية)
- كلارنس براون على موقع إن إن دي بي (الإنجليزية)
- كلارنس براون على موقع قاعدة بيانات الفيلم (الإنجليزية)